# Michael Haddix
Michael Haddix, född 27 december 1961 i Tippah County i Mississippi, är en amerikansk utövare av amerikansk fotboll (running back), som spelade i NFL mellan 1983 och 1990. Innan dess spelade han collegefotboll för Mississippi State University. Han spelade för Philadelphia Eagles 1983–1988 och för Green Bay Packers 1989–1990.
Haddix draftades 1983 i första omgången av Philadelphia Eagles.